# Station Kirk Sandall
Kirk Sandall is een spoorwegstation van National Rail in Doncaster in Engeland. Het station is eigendom van Network Rail en wordt beheerd door Northern Rail. 